# Galu
Galu – wieś w Rumunii, w okręgu Neamț, w gminie Poiana Teiului. W 2011 roku liczyła 344 mieszkańców.